# Brigitte Jaufenthaler
Brigitte Jaufenthaler (* 6. März 1961 in Innsbruck) ist eine österreichische Schauspielerin in Theater, Film und Fernsehen.

## Karriere
Nach der Matura absolvierte sie eine Gesangsausbildung am Tiroler Landeskonservatorium in Innsbruck und erlernte auch das Gitarrespiel. Ihre Ausbildung ergänzte sie an der Schauspielschule Cingl/Fröhlich in Innsbruck. Neben einer Tanzausbildung belegte sie eine Spezialausbildung für Schauspieler in der Fachrichtung Musical am Tiroler Landestheater. Seit der Mitte der 1980er Jahre ist sie in diesem Beruf tätig und besetzte neben den Bühnenrollen zunehmend auch verschiedene Episodenrollen in Fernsehspielen und Fernsehserien. Als Theaterschauspielerin ist sie bei den Vereinigten Bühnen Bozen seit den 2000er Jahren tätig.

## Filmografie (Auswahl)
- 1986: Der Leihopa – Drum prüfe wer sich ewig bindet
- 1990–1993: Die Piefke-Saga in 4 Folgen
- 1996: Der Bulle von Tölz: Unter Freunden
- 1997: Ein Bayer auf Rügen – In den falschen Händen
- 1997: Frauenarzt Dr. Markus Merthin – Glaube, Liebe – Hoffnung?
- 1998: Liebling Kreuzberg – Teure Zeugen
- 1999: Der Bulle von Tölz: Tod am Hahnenkamm
- 1999: Die Wache – Rattenrennen
- 2001: Der Bulle von Tölz: Bullenkur
- 2002: Tatort – Elvis lebt!
- 2002: SOKO Kitzbühel – Abfahrt in den Tod
- 2003: SOKO Kitzbühel – Das Spiel ist aus
- 2005: Die Rosenheim-Cops – Die Spur des heiligen Antonius
- 2005: Schlosshotel Orth – Mitten ins Herz
- 2005–2020: Vier Frauen und ein Todesfall (Fernsehserie, 45 Folgen)
- 2006: Die Wolke
- 2006: Der Judas von Tirol
- 2006: Herzdamen
- 2007: Tatort – Tödliche Habgier
- 2007: Stadt, Land, Mord! – Schief gewickelt (TV-Serie)
- 2007: SOKO 5113 – Domino
- 2008: Die Alpenklinik – Aus heiterem Himmel (TV-Serie)
- 2008: Der Winzerkönig – Der Besuch
- 2008: März
- 2010: Schnell ermittelt (TV-Serie)
- 2010: Der Bergdoktor in 4 Folgen  (TV-Serie)
- 2011: Sturm der Liebe in 3 Folgen (TV-Serie)
- 2012: Lilly Schönauer – Liebe auf den zweiten Blick
- 2014: Der stille Berg
- 2018: SOKO Kitzbühel – M 23
- 2020: Landkrimi – Das Mädchen aus dem Bergsee (Fernsehreihe)
- 2022: Märzengrund
- 2022: SOKO Linz – Lazarus (Fernsehserie)

## Bühne
- 2003/2004: Shockheaded Peter
- 2004/2005: Die Möwe als Arkadina
- 2005/2006: Der nackte Wahnsinn als Dotty Otley
- 2007/2009: Spielwiese, zwei im Quadrat
- 2009/2010: Fucking Åmål als Birgitta und Ein Käfig voller Narren als Jaqueline
- 2010/2011: Nathan der Weise und Andorra.

## Bücher
- Diva & Angelo. Dies honorum. Kriminalroman. Marchtrenk: Verlag Federfrei 2011. ISBN 978-3-902784-11-7.